# Факультет ненужных вещей
«Факультет ненужных вещей» — роман советского писателя Юрия Домбровского о судьбе русского интеллигента в эпоху сталинских репрессий, написанный в 1964—1975 годах. Завершает своего рода дилогию, начатую романом «Хранитель древностей» (опубликован в 1964 году в «Новом мире»). Роман был посвящён новомирскому редактору Домбровского Анне Самойловне Берзер и опубликован на Западе — издательством ИМКА-Пресс (Париж) в 1978 году — по распространённой версии, эта публикация стала причиной смерти Домбровского (возможно, убийства). 
В СССР первая публикация состоялась в 1988 году в «Новом мире» (отдельные издания в Москве, Алма-Ате, Хабаровске в 1989—1990 годах).

## Содержание
Действие романа разворачивается летом 1937 года в Алма-Ате. Главный герой романа Георгий Николаевич Зыбин — тридцатилетний историк, сотрудник краеведческого музея. Он долго пытался жить помимо эпохи, не вникая в суть происходящего вокруг — арестов, публичных судебных процессов, пропагандистской истерии. Зыбин с трудом принимает в душу факт общественного помрачения, тотального одичания людей. Зыбин ощущает себя незаменимым осколком уходящей культуры, от которого зависит её судьба, и он не может примириться с её гибелью, с тем, что она становится «факультетом ненужных вещей». В ночном полубреду Зыбин беседует со Сталиным: «А вдруг вы правы, мир уцелеет и процветёт. Тогда, значит, разум, совесть, добро, гуманность — всё, всё, что выковывалось тысячелетиями и считалось целью существования человечества, ровно ничего не стоит. Чтобы спасти мир, нужно железо и огнемёты, каменные подвалы и в них люди с браунингами… А я, и подобные мне, должны будем припасть к вашим сапогам, как к иконе».
Зыбин уговаривает себя жить «правильно»: «тихо-тихо, незаметно-незаметно, никого не толкнуть, не задеть — я хранитель древностей, и только!» Жизнь его наружно благополучна. Красавица Клара тайно влюблена в него. Директор музея, бывший красный командир, относится к нему с заботливым уважением. Предупреждает Зыбина директор: «Не партизань, будь повежливее». Верный друг-собутыльник — Дед, который работает музейным плотником. В музее появляется молодой учёный Корнилов, высланный из Москвы. Это для Зыбина человек из породы «своих», по судьбе и образованию, хороший собеседник.
Но события начинают раскручиваться с катастрофическим ускорением. Старик Родионов, археолог-любитель, бывший партизан, уверенный в своих заслугах перед властью, является с «открытиями», требует начать раскопки древней столицы в том месте, которое укажет. Зыбин знает, что сопротивляться силе агрессивного невежества бессмысленно и опасно. Но противится. В музее он тщетно препирается с безграмотной, но идейно подкованной массовичкой Зоей Михайловной. Зыбин пишет в местную газету вполне нейтральные, как ему представляется, заметки о культуре, но и за них ему делает выговор учёный секретарь библиотеки Аюпова: автор не отразил работы библиотекарей по обслуживанию масс трудящихся и учащихся.
Двое рабочих приносят в музей горсть золотых бляшек, часть случайно найденного ими клада. Убедившись, что это действительно археологическое золото, рабочие исчезают. Клад для музея потерян, о случившемся сигнализируют в НКВД. Зыбин тем временем отправляется в степь на поиски клада. И здесь происходит то, чего он уже давно в душе ожидает, — арест. Ему предъявлено обвинение в антисоветской пропаганде, хищении ценностей и попытке бежать за границу. Дело ведут начальник отдела Нейман, опытный следователь и умник, а также грубиян, специалист по выбиванию показаний Хрипушин. Доказательств вины Зыбина нет, их чекисты рассчитывают получить от самого Зыбина. Его учит сосед по камере, давний сиделец Буддо: отсюда всё равно не выйти, разумнее признаться во всём, что потребуют, — тогда и следствие пройдёт полегче, и лагерный срок окажется поменьше. Но Зыбин крепкий орешек. Признание в несовершённом преступлении для него равнозначно согласию с общей беззаконностью и фальшью мироздания. Когда тупица Хрипушин, наливаясь профессиональной злобой, начинает кричать на Зыбина, рассчитывая сломить, Зыбин находит в себе необходимый ему прилив ответной ярости и силы. Он теряет страх.
Арест Зыбина — это часть грандиозного плана, задуманного Нейманом. Он решил подготовить большой — по образцу московских — показательный процесс с обвинением в массовом вредительстве в сфере культуры. К Зыбину применяется метод «конвейера»; его сутками допрашивают непрерывно сменяющиеся следователи. Но арестант держится твёрдо.
В НКВД приглашён Корнилов. Его просят помочь органам закрыть дело на другого сотрудника музея — бывшего священника Куторгу. В НКВД-де лежит на него донос, а старик вроде как безобидный. «Если вы готовы поручиться за него, сделайте это. Только сделайте доказательно и официально, в письменных донесениях». Корнилов поддаётся. Разговоры, которые он ведёт с Куторгой, посвящены в основном суду и казни Христа, предательству учениками своего Учителя. Здесь возникает важнейшая для романа тема: Христос и мир, судьба христианства в современном мире. Корнилов откровенно, стараясь убедить себя в невинности и разговоров, и Куторги, и своей, пишет отчёты о встречах, в которых характеризует собеседника вполне лояльным гражданином. Донесения принимают с благодарностью, но в последнее, как хочет верить Корнилов, посещение НКВД его ведут к полковнику Гуляеву — и тональность разговора резко меняется. Гуляев уличает Корнилова в попытках обмануть следствие. Он показывает отчёты о тех же беседах, написанные Куторгой: бывший священник выполнял аналогичное задание. И в них Корнилов обвиняется в антисоветских разговорах. Он сломлен, мышеловка захлопнулась. В итоге Корнилова откровенно вербуют в осведомители, подбирая агентурную кличку Овод.
После того как Зыбин потребовал сменить следователя, объявив голодовку, его бросают в карцер. Там его навещает прокурор Мячин и неожиданно легко соглашается с требованиями. Мячин — враг Неймана, идея громкого процесса кажется ему бредом. Попутно возникает ещё одно обстоятельство: к Гуляеву на приём просится давняя хорошая знакомая Зыбина, яркая женщина Полина Потоцкая. С ней беседуют Гуляев, Нейман и Мячин. Полина как бы между прочим сообщает, что есть ещё один человек, с которым Зыбин некогда вёл свои доверительные разговоры, это начальник следственного отдела прокуратуры СССР, известный писатель Роман Львович Штерн. Сообщение бьёт по Нейману. Ведь Штерн не только фигура недоступного уровня, но ещё и брат Неймана. Ситуация становится опасной для Неймана. Он знает, что и чекисты не вечные, его сослуживцы уже пропадали в небытие. К тому же Неймана мучает и другой страх, в его глазах выражение «зажатого ужаса»: он внутренне не может оправдать то, что делает. Из этих метаний Нейман выходит парадоксально: он меняет Хрипушина на свою молодую племянницу Тамару Долидзе, начинающую, рвущуюся к работе следовательницу. Зыбин потрясён явлением прекрасной Тамары, но затем чувствует сострадание к дурочке, полюбившей романтику чекистской работы. Разрушив заготовленную ею схему обвинения, Зыбин пытается объяснить Тамаре её ошибку, а той нечем крыть. Зыбин, давно недомогавший, теряет сознание прямо в кабинете следователя. Его переводят в больницу, следствие замирает. Тогда Нейман решается сам добыть неопровержимые улики против Зыбина, отправившись в степь, по следам Зыбина. И здесь получает известие о смене руководства, об арестах следователей и о том, что он вызывается в управление. Нейман осознаёт, что его судьба предрешена. Благодаря случайному стечению обстоятельств Нейман находит и изымает золото, которое было поводом для ареста Зыбина, с этим золотом он и возвращается в город. Зыбину объявляют, что дело его закрыто. Он свободен. Зыбин чувствует себя победителем — он устоял.
В финале романа встречаются Зыбин, Нейман и Корнилов. В парке они распивают бутылочку за освобождение Зыбина. При этом Нейман, смирившись с участью, также теряет страх, но — ввиду фатальности обстоятельств. Здесь же, на скамейке, их запечатлел местный художник. Так на кусочке картона и остались навсегда «эти трое: выгнанный следователь, пьяный осведомитель по кличке Овод (все, видно, времена нуждаются в своём Оводе) и тот, третий, без кого эти двое существовать не могли».

## Историческая основа
Роман «Факультет ненужных вещей» (как и его «пролог» — «Хранитель древностей») — во многом автобиографический роман. История ареста Зыбина — это и история ареста самого Юрия Домбровского. Следователи выведены в романе под своими собственными именами. Героиня романа Клара — это в будущем жена писателя Клара Фазулаевна Турумова-Домбровская. История художника Калмыкова — подлинная история жизни человека, поселившегося в Алма-Ате в 1935 году.

## Отзывы
Литературовед Валентин Непомнящий, характеризуя прозу Домбровского, отмечает: «Его романы — это он сам. По абсолютной приземлённости повествования, опоре исключительно на здравый смысл железной логичности ходов и мотивировок, полном отсутствии претензий на поэтичность его проза — устройство из массивных деталей. Но это устройство, предназначенное летать — и оно летает как птица. Сама конструкция оказывается воздушной… Он ведь и прозу свою так пишет — словно и не создаёт, а именно рассказывает, как было дело, и тут же поясняет всё необходимое, чтобы его верно поняли, не играя с читателем ни в какие художественные игры. И добивается ощущения, что это как бы вовсе и не художественная проза, а подлинная бытность, чуть ли не документальная».
Другой лагерный писатель Варлам Шаламов, некоторое время друживший с Домбровским, сказал о «Хранителе древностей», что это «лучшая книга о тридцать седьмом годе» Он также хорошо отзывался и о «Факультете…», и о прочей прозе Домбровского.
Критик Игорь Золотусский, один из первых рецензентов романа, замечал: «Ю. Домбровский даёт понять, что христианская идея немыслима без Христа, без его человеческого поведения в условиях жестокости и беззакония. Только через своего Сына, через такого же человека, как и другие люди, живущие на земле, Бог смог найти путь к сердцу смертных».
Критик И. Штокман называет «Факультет ненужных вещей» «вершиной творчества» писателя, обращает внимание на то, что архитектоника романа «изысканно, артистически сложна, многоструктурна… удивительно продуманна и законченна — при всей своей многоплановости, разветвленности роман лежит в ладони плотно, как сфера (наиболее совершенная из всех объемных форм!), как некий заряд для пращи, ставший из простого камня уже оружием».
Критик Е. Ермолин пишет: «Перечитав „Факультет“, я бы сказал с полной мерой ответственности: это — последний по времени создания (1975 год) великий русский роман. Треть века без Юрия Домбровского, а главный его роман не просто, как принято говорить, сохраняет непреходящую значимость. Он как-то даже вырос в своей художественной цене».

## Издания
- Факультет ненужных вещей. Paris: ИМКА-Пресс, 1978.
- Факультет ненужных вещей. — М.: Художественная литература, 1989. — 512 с. — 500 000 экз. — ISBN 5-280-00907-5.
- Факультет ненужных вещей. — М.: Советский писатель, 1989. — 720 с. — 200 000 экз. — ISBN 5-265-01092-0.
- Факультет ненужных вещей. — Алма-Ата: Жазушы, 1990. — 640 с. — 100 000 экз. — ISBN 5-605-00820-X.
- Факультет ненужных вещей. — Хабаровск: Хабаровское книжное издательство, 1990. — 528 с. — 100 000 экз. — ISBN 5-7663-1067-7.
- Собрание сочинений: в шести томах. — М.,: Издательство «Терра», 1992—1993. — 25 000 экз.